# ファッラ (小惑星)
ファッラ (7501 Farra) は小惑星帯外縁部の小惑星。イタリアのファッラ・ディゾンツォで発見された。
名は、観測所のあるイタリア東北部の村、ファッラ・ディゾンツォにちなむ。